# Radio Stockholm

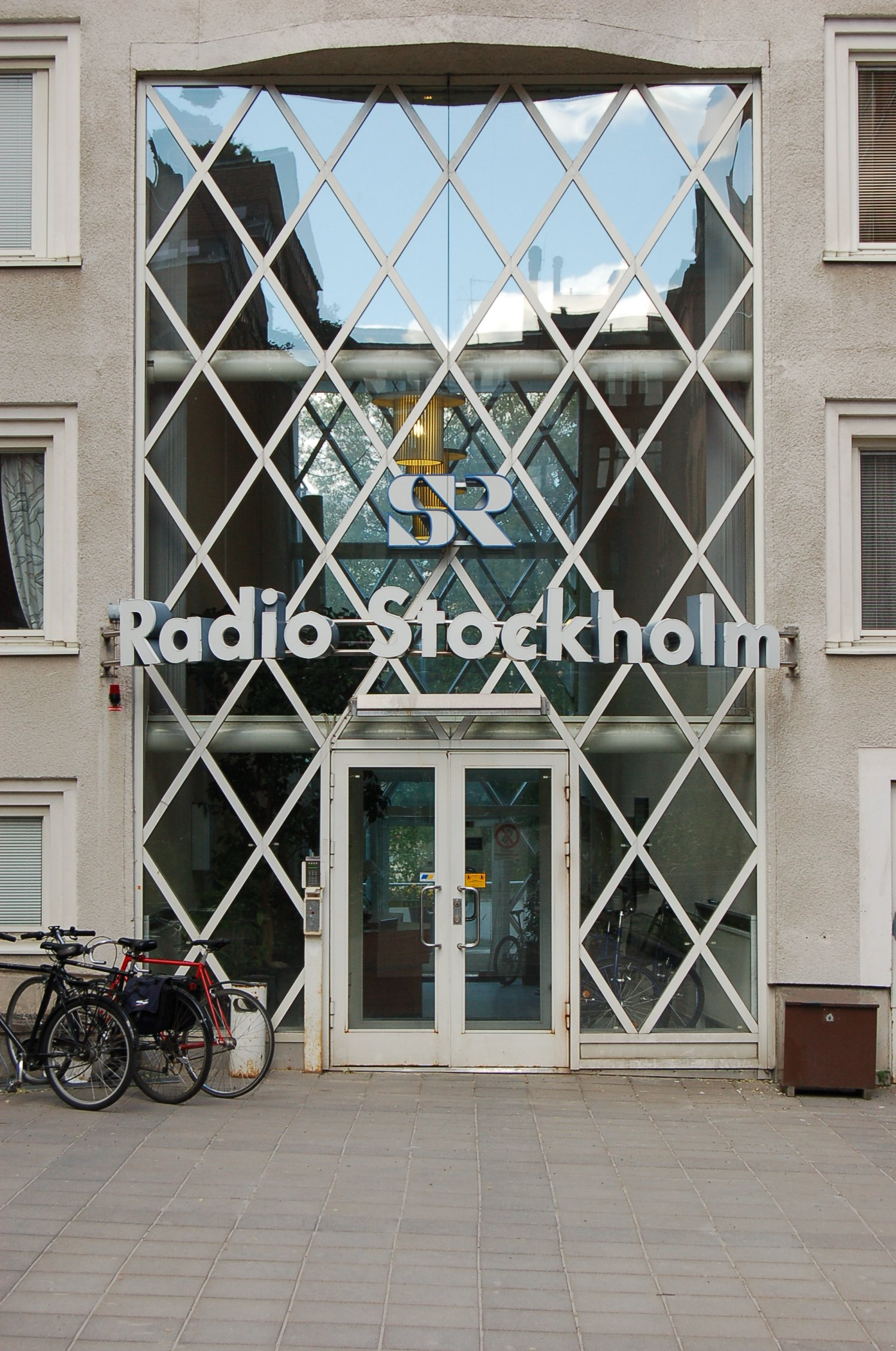
Entrén till Sveriges Radio Stockholms gamla adress. (Pipersgatan).

P4 Stockholm (tidigare benämnt SR Radio Stockholm) är Sveriges Radios organisation för lokal programproduktion i Stockholms län. Verksamheten startade den 9 maj 1977. Radio Stockholm var då en av 24 lokalradiostationer inom Sveriges Lokalradio AB, LRAB, som skapades för att sköta lokala och regionala public service-sändningar i Sverige. Sedan 2009 ingår Radio Stockholm i Sveriges Radio AB, under enheten för innehållsproduktion. Täckningsområdet är Stockholms län, från Norrtälje kommun i norr till Nynäshamns kommun i söder, samt Åland. P4 Stockholm sände tidigare två olika programutbud, P4 Radio Stockholm och P5 STHLM (tidigare SR Metropol). Sedan hösten 2018 sänds enbart P4 Radio Stockholm då P5 STHLM lagts ned.

## Historia
Under chefen Harald Norbelies ledning utökade SR Radio Stockholm på åttiotalet kraftigt sina sändningstider och blev först med att spela musik hela dagen varvat med nyheter, intervjuer, trafikrapporter och direktsända reportage -  ett koncept som sedan blev modell för de kommersiella radiostationerna.
1993 slogs Sveriges Lokalradio AB och Riksradion samman. Radio Stockholm blev därmed en egen organisatorisk enhet, kallad "kanal", inom Sveriges Radio. Radio Stockholm sände därefter två olika programutbud; SR P4 Stockholm och P5 Radio Stockholm fram till 2007. 2007 med startade SR Metropol som vänder sig till de unga människor i Stockholms förorter som annars främst lyssnar på kommersiella stationer.
P5 Radio Stockholm gick i graven den 2 mars 2007 klockan 15:00 efter mer än 20 års sändningar. Orsaken till att P5 lades ner var att SR-ledningen tyckte att den blivit alldeles för lik SR P4 Stockholm. I stället ville man med den nya stationen SR Metropol attrahera fler unga lyssnare i förorten, gärna kvinnor och med annan etnisk bakgrund. En lyssnargrupp som i stor utsträckning inte lyssnar på Sveriges Radio utan föredrar de kommersiella stationerna som till exempel NRJ, Rix FM och Mix Megapol.
Den gamla P4-frekvensen FM 93,8 kunde inte riktigt täcka in hela Stockholms län. När P5 Radio Stockholm lades ner tog därför SR P4 Stockholm över den betydligt starkare frekvensen FM 103,3. Man fortsatte att sända parallellt på FM 93,8 fram till den 2 april 2007 då SR Metropol drog igång med sina sändningar där.
Radio Stockholm flyttade hösten 2008 från egna lokaler med adress Pipersgatan på Kungsholmen till Sveriges Radios huvudkontor på Oxenstiernsgatan i Stockholm. Flytten var en del i ett större besparingspaket som även innefattade uppsägningar av fast anställd personal.
I november 2018 lades systerkanalen P5 STHLM ned.

## Profiler genom åren
Många av åttio- och nittiotalets mediepersonligheter startade sina karriärer på Sveriges Radio Stockholm:  Ulo Maasing Agneta Askelöf , Bengt Magnusson, Ewonne Winblad, Hasse Aro, John Chrispinsson, Staffan Dopping, Anders Eldeman, Lennart Modig, Pelle Törnberg, Claes Åkeson, Gerd Rexed och Annika Lantz har alla haft en del av sina eterkarriärer på Radio Stockholm. Sven-Roland Engström startade trafikinformationen till Stockholmarna.

## Finansiering
P4 Stockholm är en del av Sveriges Radios verksamhet som finansieras av tv-avgiften. 2006 var TV-avgiften 1.968 kronor om året eller 164 kronor i månaden. Public service-bolagen SVT, SR och UR har en årlig budget på närmare 6,7 miljarder kronor. Det motsvarar 18,6 miljoner kr per dygn.
Från och med den 1 januari 2019 ersattes radio- och tv-avgiften av en särskild public service-avgift som tas ut via skattsedeln.

## Sveriges Radio Stockholms två kanaler

### Programledare P4 Stockholm
- Mia Bryngelson
- Henrik Olsson
- Lasse Persson
- Fredrik Eliasson
- Anders Hildemar Ohlsson
- Pär Fontander
- Ylva Lilja
- Alexander Hammarlöf
- Håkan Eng
- Ayla Kabaca
- Fredrik Ralstrand

Länk till hemsidan för P4 Stockholm
Program i P4 Stockholm genom åren
- God morgon Stockholm
- Magasin 4
- Stockholm idag
- P4 Mötet
- Elfving hälsar på
- Musikplats Stockholm (sänds fortfarande)
- Chillaming
- 90 minuter
- Elfving på stan

### SR P5 STHLM 93,8

#### SR Metropol
SR Metropol var en radiostation med ambitionen att nå grupper som normalt inte lyssnar på Sveriges Radio: unga kvinnor och personer med utländsk bakgrund. Den främsta målgruppen för SR Metropol är personer mellan 20 och 35 år. Kanalen startades med målet att ge Sveriges Radio nya lyssnargrupper som en ersättare till mer homogena men framgångsrika föregångaren P5. Enligt statistiken hade föregångaren P5 betydligt större andelar i de för SR Metropol tilltänkta målgrupperna.
Kanalen startade den 2 april 2007 och övertog SR P4 Stockholms något svaga frekvens 93,8 MHz när P4 och P5 på sätt och vis slogs ihop på P5s gamla frekvens 103,3. Bland programledarna kan nämnas Paola Bruna, Rasmus Almerud, Ison Glasgow, Martin Bentancourt, Felipe Leiva Wenger, Dejan Cokorilo, Erik Klarén, Dani Ruz, Sepideh Sajadi samt Ametist Azordegan. Den 4 maj 2015 upphörde SR Metropol 93,8 och bytte namn till P5 STHLM.
P5 STHLM sände sitt programutbud med stor framgång under flera år, men efter en kraftig minskning av antalet lyssnare så lades kanalen ner i November 2018.

## Nedlagda kanaler

### P5 Radio Stockholm
P5 Radio Stockholm var en kanal med yngre radioprofiler, som programledarna Kjell Eriksson och Pär Lernström, och inriktade sig till en något yngre målgrupp på 20–45 år. P5 Radio Stockholm började sända 1993 och lades ner 2007. I samband med nedläggningen övertog P4 Radio Stockholm frekvensen 103,3.

### P5 STHLM
P5 STHLM var Sveriges Radios lokala musikkanal i Stockholm, som spelade musik från 1990-talet och framåt.
Kanalen, som startade i maj 2015 och lades ned november 2018, hördes på 93,8 MHz samt på Internet. Den hördes också på frekvensen 97,6 MHz i Södertälje. P5 STHLM lyfte aktuella ämnen med utgångspunkt i Stockholm och hade målgruppen "storstadsbor mitt i livet".
I November 2018 lades kanalen ner efter en kraftig minskning av antalet lyssnare.

### SR Metropol
SR Metropol var en radiostation med ambitionen att nå grupper som normalt inte lyssnar på Sveriges Radio: unga kvinnor och personer med utländsk bakgrund. Den främsta målgruppen för SR Metropol är personer mellan 20 och 35 år. Kanalen startades med målet att ge Sveriges Radio nya lyssnargrupper som en ersättare till mer homogena men framgångsrika föregångaren P5. Enligt statistiken hade föregångaren P5 betydligt större andelar i de för SR Metropol tilltänkta målgrupperna.
Kanalen startade den 2 april 2007 och övertog SR P4 Stockholms något svaga frekvens 93,8 MHz när P4 och P5 på sätt och vis slogs ihop på P5s gamla frekvens 103,3. Bland programledarna kan nämnas Paola Bruna, Rasmus Almerud, Ison Glasgow, Martin Bentancourt, Felipe Leiva Wenger, Dejan Cokorilo, Erik Klarén, Dani Ruz, Sepideh Sajadi samt Ametist Azordegan. Den 4 maj 2015 upphörde SR Metropol 93,8 och bytte namn till P5 STHLM.

## Priser och utmärkelser
2004 - RFSL-Stockholms pris Regnbågspriset.